# Ares (Manhwa)
Ares (떠돌이 용병 아레스) é um manhwa coreano desenhado e escrito por Ryu Kum-chel. A história se passa em uma era semelhante a Roma antiga,[carece de fontes?] em um país chamado Cronos. Segue um grupo conhecido como  os Mercenários de Tample. Em particular, o manhwa é sobre Ares e seus irmãos de batalha, Baroona e Michael.  
O manhwa é notável por seu uso sutil de elementos anacrônicos (os sapatos de Ares por exemplo, são semelhantes ao Adidas clássico), como também sucessões de ação muito dinâmicas e fluidas.

## Sinopse
Em um mundo habitado por países em guerra, existe um reino chamado Chronos. A oeste se encontra a aliança Radink, a leste pelo reino de Silonica, ao sul pelo reino de Isiris e ao norte fica a ilha de Minos. Todos esses reinos estão sempre em conflitos, porém de alguma forma, Chronos conseguiu viver em paz por dez anos. Certo dia, um garoto chamado Ares apareceu por lá, ao conhecer Michael, os dois decidem entrar para os Mercenários da Tample, o grupo mercenário mais poderoso de Chronos, lá eles conhecem Baroona e Gohue. Então começa sua jornada de arduas batalhas em busca de seus misteriosos objetivos pessoais!